# Доњи Србани
Доњи Србани (итал. Serbani di sotto) је заселак у општини Бртонигла, Истарска жупанија, Хрватска. 

## Географија
Насеље се налази на брду, 100 метара изнад реке Мирне. Лежи око 800 метара јужно од насеља Горњи Србани. Заселак се бави пољопривредом. Јужно од насеља се налази сеоско гробље са црквом Св. арханђела Михаила (хрв. Crkva Svetog Mihovila).